# Pulchranthus adenostachyus
Pulchranthus adenostachyus är en akantusväxtart som först beskrevs av Gustav Lindau, och fick sitt nu gällande namn av V.M. Baum, J.L. Reveal och J.W. Nowicke. Pulchranthus adenostachyus ingår i släktet Pulchranthus och familjen akantusväxter. Inga underarter finns listade i Catalogue of Life.